# Lanfranc
Lanfranc, Lanfranc av Bec, född 1005/1010 i Pavia, Italien, död 24 maj 1089 i Canterbury, England, var en romersk-katolsk biskop och teolog. Han var ärkebiskop av Canterbury från 1070 till 1089.
Omkring 1042 inträdde Lanfranc i benediktinerklostret i Bec i Normandie.
Lanfranc sökte bland annat formulera vad som sker när bröd och vin förvandlas till Jesu Kristi kropp och blod i samband med nattvardens instiftelseord. Han uttryckte det på följande vis: ”De jordiska substanserna förvandlas till Herrens lekamen, medan gestalterna (species, det vill säga de yttre formerna av bröd och vin) förblir desamma”.

### Fotnoter
1. ↑  Bischofberger, Erwin, För att världen skall leva. Stockholm: Veritas 2004, s. 95. Författaren stödjer sig här på Jorissen, Hans, ”Transsubstantiation”, Lexikon für Theologie und Kirche, bd X. Freiburg: Herder Verlag 2001.